# Oggaz
Oggaz est une commune de la wilaya de Mascara en Algérie. situé sur la ligne de chemin de fer Alger Oran à 6 Km de Sig et 46 Km d'Oran

## Toponymie
En Tamazight  ⴳⴳⵣ [ggz] pente qui descends.

## Géographie

### Situation
| Boufatis (Wilaya d'Oran)    | Boufatis (Wilaya d'Oran) | Ras El Aïn Amirouche      |
| Oued Tlelat (Wilaya d'Oran) | Oggaz                    | Ras El Aïn Amirouche; Sig |
| Zahana                      | El Gaada                 | Sig                       |

Durant la colonisation française de l'Algérie, l'Oggaz fait partie de la commune de Zahana (Saint Lucien), canton du Sig.

## Histoire
Le centre d'Ouggaz fut créé en 1876, formant une section mixte de la commune de Saint-Denis-du-Sig

## Biodiversité
Cette commune abrite une forêt et aire protégée et réserve de chasse comme celles de la forêt de Zéralda à Alger,  d'Aïn Ghoraba à Tlemcen, d'Aïn Maabed à Djelfa et enfin de la réserve de biosphère de Réghaïa.